# 클레버 (미주리주)

클레버(Clever)는 미국 미주리주 크리스티안군의 도시이다. 2010년 인구 조사에 따르면 이 도시의 총 인구 수는 2,139명이다. 미주리주 스프링필드의 일부이다. 크리스티안군의 나머지 지역들과 비슷하게 클레버는 2000년부터 2010년 사이 인구 수의 상당한 증가를 보여왔다.

## 인구
| 인구조사    | 인구  | Note  | %±     |
| ----------- | ----- | ----- | ------ |
| 1910년      | 248   |       | —      |
| 1920년      | 347   |       | 39.9%  |
| 1930년      | 334   |       | −3.7%  |
| 1940년      | 291   |       | −12.9% |
| 1950년      | 273   |       | −6.2%  |
| 1960년      | 283   |       | 3.7%   |
| 1970년      | 430   |       | 51.9%  |
| 1980년      | 551   |       | 28.1%  |
| 1990년      | 580   |       | 5.3%   |
| 2000년      | 1,010 |       | 74.1%  |
| 2010년      | 2,139 |       | 111.8% |
| 2018 (추산) | 2,714 | [ 2 ] | 26.9%  |
| [ 3 ]       |       |       |        |